# 15. maj
15. maj je 135. dan leta (136. v prestopnih letih) v gregorijanskem koledarju. Ostaja še 230 dni.

## Dogodki
- 1525 – s porazom Müntzerjeve kmečke vojske pri Frankenhausnu se konča nemška kmečka vojna
- 1618 – Johannes Kepler znova dokaže svoj tretji zakon
- 1718 – James Puckle patentira strojnico
- 1795 – Napoléon Bonaparte vkoraka v Milano
- 1811 – Paragvaj postane neodvisna država
- 1836 – Francis Baily v Inch Bonneyu, Roxburgshire med popolnim Sončevim mrkom opazuje pojav, znan kot »Bailyjevi biseri«
- 1848 – pariški delavci vdrejo v francoski parlament, odstavijo ustavodajno skupščino in imenujejo revolucionarno vlado
- 1911 – reli Österreichische Alpenfahrt prispe v Ljubljano
- 1918:
  - vojaka Henry Johnson in Needham Roberts kot prva Američana prejmeta francoski Croix de Guerre
  - konec državljanske vojne na Finskem
- 1919 – grška vojska se izkrca pri Smirni v Mali Aziji
- 1926 – v Zagrebu začne oddajati prva srednjevalovna radijska postaja v Jugoslaviji
- 1928 – izid risanke Plane Crazy, v kateri se prvič pojavi Miki miška
- 1931 – papež Pij XI. v okrožnici Quadragesimo anno objavi odnos Cerkve do socializma
- 1932 – v atentatu ubit japonski predsednik vlade Inukai Cujoši
- 1935 – odpre se Moskovska podzemna železnica
- 1940 – v ZDA so prvič naprodaj najlonske nogavice
- 1943 – Stalin razpusti 3. internacionalo (Kominterno)
- 1945 – v Poljanah na Koroškem pride do še zadnjih bojev v 2. svetovni vojni v Evropi
- 1948:
  - razglašena židovska država Izrael
  - Egipt, Transjordanija, Libanon, Sirija, Irak in Savdska Arabija napadejo Izrael
- 1955:
  - podpisana avstrijska državna pogodba
  - Lionel Terray in Jean Couzy kot prva človeka priplezata na Makalu
- 1957 – Združeno kraljestvo na Božičnem otoku preizkusi svojo prvo vodikovo bombo
- 1958 – izstrelitev sovjetskega satelita Sputnik 3
- 1960 – sovjetski satelit Sputnik 4 vtirjen v Zemljino orbito
- 1963 – NASA izstreli Mercury 9, še zadnje vesoljsko plovilo iz projekta Mercury
- 1966 – začetek kulturne revolucije na Kitajskem
- 1972 – ZDA vrnejo Japonski otok Okinava
- 1988 – sovjetska vojska začne zapuščati Afganistan
- 1991:
  - prva generacija nabornikov pri Teritorialni obrambi (danes Slovenski vojski) začne s služenjem vojaškega roka
  - t. i. »srbski blok« prepreči imenovanje Hrvata Stipeta Mesića za Predsednika Predsedstva Socialistične federativne republike Jugoslavije
  - Edith Cresson postane prva premierka Francije
- 2005 – odstavljen mufti za Slovenijo Osman Đogić

## Rojstva
- 1048 – cesar Shenzong dinastije Song († 1085)
- 1299 – Henrik Habsburški, avstrijski vojvoda († 1327)
- 1567 – Claudio Monteverdi, italijanski skladatelj, violinist, pevec († 1643)
- 1713 – Nicolas Louis de Lacaille, francoski astronom († 1762)
- 1773 – knez Klemens von Metternich, avstrijski politik († 1858)
- 1801 – Joseph Ludwig Raabe, švicarski matematik († 1859)
- 1808 – Michael William Balfe, irski skladatelj, dirigent, violinist († 1870)
- 1835 – Émile Léonard Mathieu, francoski matematik († 1890)
- 1845 – Ilja Iljič Mečnikov, rusko-francoski bakteriolog, nobelovec 1908 († 1916)
- 1856 – Lyman Frank Baum, ameriški pisatelj († 1919)
- 1859 – Pierre Curie, francoski fizik, nobelovec 1903 († 1906)
- 1862 – Arthur Schnitzler, avstrijski pisatelj, zdravnik († 1931)
- 1864 – Vatroslav Oblak, slovenski jezikoslovec († 1896)
- 1873 – Pavlo Petrovič Skoropadski, hetman Ukrajine  († 1945)
- 1891 – Mihail Bulgakov, ruski pisatelj († 1940)
- 1911 – Max Frisch, švicarski pisatelj, dramatik († 1991)
- 1914 – Tenzing Norgay, nepalski šerpa († 1986)
- 1915 – Paul Samuelson, ameriški ekonomist, nobelovec 1970 († 2009)
- 1929 – Andrew Willoughby Ninian Bertie, britanski plemič, častnik, jezikoslovec († 2008)
- 1937 – Madeleine Albright, ameriška političarka češkega rodu
- 1944 – Ulrich Beck, nemški sociolog († 2015)
- 1951 – Frank Anthony Wilczek, ameriški fizik, nobelovec 2004
- 1953 – Mike Oldfield, angleški glasbenik
- 1967 – Simen Agdestein, norveški šahovski velemojster, nogometaš in trener
- 1973 – Ivan Lunardi, italijanski smučarski skakalec
- 1974 – Janja Sluga, slovenska političarka
- 1976 – Anže Logar, slovenski politik
- 1981 – Patrice Evra, francosko-senegalski nogometaš
- 1982 – Alja Velkaverh, slovenska flavtistka
- 1987 – Andy Murray, škotski tenisač

## Smrti
- 392 – Valentinijan II., rimski cesar (* 371)
- 884 – papež Marin I. (* ni znano)
- 1036 – cesar Go-Ičijo, 68. japonski cesar (* 1008)
- 1122 – Jedžong, 16. korejski kralj dinastije Gorjeo (* 1079)
- 1157 – Jurij Dolgoroki, veliki kijevski knez (* 1099)
- 1174 – Nur ad-Din, sirski vladar (* 1118)
- 1175 – Mleh Armenski, vladar Armenske Kiklije (* 1120)
- 1242 – Muiz ud din Bahram, delhijski sultan
- 1268 – Peter II., savojski grof (* 1203)
- 1388 – Venčeslav I., nemški volilni knez, vojvoda Saške-Wittenberga (* 1337)
- 1634 – Hendrick Avercamp, nizozemski slikar (* 1585)
- 1782 – Marquês de Pombal, portugalski predsednik vlade (* 1699)
- 1879 – Gottfried Semper, nemški arhitekt, umetnostni zgodovinar (* 1803)
- 1886 – Emily Dickinson, ameriška pesnica (* 1830)
- 1920 – sir Owen Morgan Edwards, valižanski pisatelj, pedagog (* 1858)
- 1935 – Kazimir Malevič, ruski slikar (* 1878)
- 1967 – Edward Hopper, ameriški slikar (* 1882)
- 1986 – Theodore Harold White, ameriški pisatelj (* 1915)

## Prazniki in obredi
- Slovenija – dan Slovenske vojske
- Paragvaj – dan neodvisnosti
- Rimski imperij – merkuralije
- mednarodni dan družine

## Osebni praznik
Na ta dan imajo god: Izidor, Zofija